# Schoenitemnus minutus
Schoenitemnus minutus là một loài bọ cánh cứng trong họ Rhynchitidae. Loài này được Herbst miêu tả khoa học năm 1797.